# Наддунайский легион
Наддунайский легион (пол. Legia Naddunajska) — польская воинская часть, созданная 8 сентября 1799 в Батавской республике из польских добровольцев, преимущественно пленных австрийской армии, поляков по происхождению.
Состав легиона:
- 4 пехотных батальона
- 4 кавалерийских эскадрона
- 1 батарея легкой артиллерии

Общая численность — 5970 человек. Первый командир — генерал Кароль Отто Княжевич.
Легионеры в 1800—1801 гг. воевали против австрийской армии (рейнской) в битве под Маренго и битве при Гогенлиндене. После Люневильского мира легион был отправлен в Италию. В знак протеста против игнорирования польского вопроса большинство легионеров вместе с Княжевичем подали в отставку.
После этого легион был переформирован в 3-ю польскую полу-бригаду, а в дальнейшем в 113-ю французскую полу-бригаду. Под командованием генерала Владислава Яблоновского в 1801 г. легион был отправлен в Санто-Доминго (Гаити) для подавления антифранцузского восстания. Там, в результате боевых потерь и тропических болезней, часть была фактически уничтожена (1802 г.).